# Serrat de Marrossella
El serrat de Marrossella és una muntanya de 917 metres que es troba al municipi de Pinell de Solsonès, a la comarca del Solsonès.